# 井上美緒
井上 美緒（いのうえ みお、1986年1月28日 - ）は、日本の脚本家。高知県出身。血液型A型。
山田隆司、筆安一幸がシリーズ構成の作品に参加することが多い。2018年、『スロウスタート』でシリーズ構成を初担当。

## 作品

### テレビアニメ・特撮
2007年
- 出ましたっ!パワパフガールズZ（デビュー作品）
- ラブ★コン
- 優しさと感動のこだま

2008年
- おねがい♪マイメロディ きららっ★

2009年
- トミカヒーロー レスキューファイアー（最終回の前話にナース役で出演も）
- マリー&ガリー
- ローズオニールキューピー

2010年
- ハートキャッチプリキュア!
- マリー&ガリーVer2.0

2011年
- お兄ちゃんのことなんかぜんぜん好きじゃないんだからねっ!!

2012年
- ジュエルペット きら☆デコッ!
- 探検ドリランド
- お兄ちゃんだけど愛さえあれば関係ないよねっ

2014年
- ご注文はうさぎですか?
- Persona4 the Golden ANIMATION
- デンキ街の本屋さん

2015年
- 聖剣使いの禁呪詠唱
- 実は私は
- ご注文はうさぎですか??

2017年
- ネト充のススメ
- 宝石の国

2018年
- スロウスタート（シリーズ構成）
- 抱かれたい男1位に脅されています。

2019年
- サークレット・プリンセス
- 魔入りました!入間くん

2020年
- ブラッククローバー
- ご注文はうさぎですか? BLOOM

2021年
- WAVE!!〜サーフィンやっぺ!!〜
- トロピカル〜ジュ!プリキュア

2022年
- 陰の実力者になりたくて!

2023年
- ひろがるスカイ!プリキュア

2024年
- わんだふるぷりきゅあ!
- アクロトリップ
- しまじろうのわお!

2025年
- 黒岩メダカに私の可愛いが通じない
- ギルドの受付嬢ですが、残業は嫌なのでボスをソロ討伐しようと思います
- 笑顔のたえない職場です。（シリーズ構成）

### アニメ映画
2015年
- 映画 プリキュアオールスターズ 春のカーニバル♪

### 舞台
2016年
- ペルソナ4 ジ・アルティマックス ウルトラスープレックスホールド

2017年
- PREMIUM 3D MUSICAL『英雄伝説 閃の軌跡』

### 作詞
- 「私を未来に連れてって」 (マリカ、ノリカ)
- 「オドレン・ウタエン盗賊伝」(オドレン、ウタエン)